# Tatort: Der Teufel vom Berg
Der Teufel vom Berg ist ein Fernsehfilm aus der Kriminalreihe Tatort der ARD und des ORF. Der Film wurde vom ORF produziert und am 7. August 2005 erstmals ausgestrahlt. Es handelt sich um die Tatort-Folge 604. Der Kriminalbeamte Moritz Eisner (Harald Krassnitzer) hat es in seinem 13. Fall mit einem bereits länger zurückliegenden und einem neuen Mord zu tun. Um besser ermitteln zu können, begibt er sich inkognito in ein kleines Dorf im österreichischen Bundesland Tirol. Die Haupt-Gaststars dieser Folge sind Ulrich Tukur, Susanne Lothar und Robert Stadlober.

## Handlung
Der einflussreiche Unternehmer Dieter Klose droht damit, seinen Firmensitz, eine Glasfabrik in Österreich, zu schließen, wenn der seit fast einem Jahr ungeklärte Mord an seiner schwangeren Ehefrau Julia nun nicht binnen zwei Wochen aufgeklärt werde. Das Bundesland Tirol habe dann 135 Arbeitsplätze weniger. Der Kriminalbeamte Moritz Eisner quartiert sich auf Anordnung seines Vorgesetzten anonym im Haus des Opfers ein. Von Dieter Klose liegt ein Brief vor, in dem er ausführt, man wisse, dass der Kunstmaler Georg Hochreiter, „der Teufel vom Berg“, der Mörder sei, aber nichts geschehe. Auf seinem Weg in die Berge wird der allergisch auf Wespen reagierende Eisner von einer Wespe gestochen. Hilfe naht in der Person von Georg Hochreiter. Als Eisner ihn bittet, ein Gegenmittel aus dem Handschuhfach seines Wagens zu holen, nutzt Hochreiter die Gelegenheit, Eisners Aktentasche zu durchstöbern. Im Haus Julias angekommen, befasst der Polizist sich gerade mit der Ermittlungsakte Klose, als Erwin Feichtner vorbeikommt und ihn im Namen seiner Mutter Marianne zum Essen einlädt. Dort erfährt er, dass Julia Klose von ihrem Vater Patente geerbt habe, die ein Vermögen darstellen würden. Eisner gibt sich den Einheimischen gegenüber als Lehrer für Geografie und Turnen aus.
Als der Polizist anderntags in die Dorfkneipe geht, trifft er dort auf Georg Hochreiter. Die anwesenden Gäste setzen die Wirtin unter Druck, sie darf Hochreiter das bestellte Bier nicht bringen, da sie sonst keinen Fuß mehr in ihre Kneipe setzen würden. Ostentativ verbrennt der Kunstmaler daraufhin einen 500-Euro-Schein vor ihren Augen. Später fährt Eisner mit der Tochter der Familie Feichtner, Gabi Feichtner, auf deren Drängen zum See. Sie erzählt ihm interessante Dinge. Unvermittelt entledigt sie sich ihres Bikini-Oberteils und springt ins Wasser.
Pfurtscheller, ein örtlicher Polizist, ist Eisner zur Unterstützung zugeteilt worden. Er erzählt dem Polizisten, dass alle Frauen in der Gegend auf Georg Hochreiter stehen würden, keiner wisse warum. Auf dem Feuerwehrfest habe er mit fast allen Frauen rumgemacht. Er erzählt ihm auch, dass Hochreiters Frau Andrea und Julia Klose Stiefschwestern gewesen seien und sich Andrea heulend über die Leiche geworfen habe. Da Andrea Hochreiter Eisner sprechen will, begibt er sich mit Blumen aus Julias Garten dorthin. Andrea Hochreiter erzählt, dass Julia die geborene Gärtnerin gewesen sei, ihr dagegen verdorre alles sozusagen unter den Händen. Als Eisner Georg Hochreiter mit der Aussage konfrontiert, dass alle ihn für den Mörder halten würden, tangiert das den Maler überhaupt nicht. Der Polizist registriert, dass Andrea Hochreiter hyperaktiv und nervös ist und von ihrem Mann leicht gönnerhaft behandelt wird. Sie gibt ihm ein Alibi und erzählt weiter, dass er sich immer ein Kind gewünscht habe. Als sie endlich schwanger gewesen sei, sei es zu einem Verkehrsunfall mit Julia und ihr im Auto gekommen, wobei sie ihr Kind verloren habe.
Einige Zeit später kommt es zum Beischlaf zwischen Gabi Feichtner und Eisner. Als er sie danach nach Hause bringen will, meint sie nur, sie habe eh ihr Rad dabei und schaffe das allein. Unterwegs begegnet sie Georg Hochreiter, der erneut behauptet, Julia umgebracht zu haben. Sie lässt es zu, dass Georg Sexy-Aufnahmen von ihr macht, und tanzt dabei zu rockiger Musik. Im Hintergrund ist seine Hütte zu erkennen, mit roter Schrift steht dort ganz groß das Wort: MÖRDER. Hinter einem Baum stehend beobachtet der junge Erwin Feichtner das Treiben der beiden.
Eisner geht seiner Theorie nach, dass Dieter Klose selbst seine Frau getötet hat, da das Kind, das sie erwartete, nicht von ihm war. Er findet ein Gedicht, in dem Julia Klose die Vorlieben ihres Mannes festgehalten hat. Sie hat es mit Das schwarze Tuch betitelt und beschreibt darin seine sexuellen Vorlieben, die er auch schon seinen beiden Ex-Frauen zugemutet hatte. Schwarzes Tuch über die Augen, Luft abschnüren bis fast zur Ohnmacht und in diesem Moment, wenn die Frau sozusagen um ihr Leben kämpft, „kommt“ er. Eisners Vorgesetzter will, dass er trotzdem auch weiter in andere Richtungen ermittelt. Erwin Feichtner gegenüber gibt er sich nun als Polizist zu erkennen. Eisner erzählt Andrea Hochreiter, dass sie Klose als Mörder ihrer Schwester festgenommen hätten, und will wissen, ob sie das nicht wundere. Sie meint nur, sie wundere gar nichts mehr. Als er wissen will, wie sie es mit ihrem Mann aushalte, erwidert sie sibyllinisch, dass er es mit ihr aushalte. Es stellt sich heraus, dass Klose zur Tatzeit in einem Bordell in München war und dort in derselben Weise wie von seiner Frau Julia beschrieben verfuhr. Eisner soll sich auf Anweisung seines Vorgesetzten bei Klose entschuldigen.
Als die Leiche von Gabi Feichtner gefunden wird, muss Eisner dem Kollegen Pfurtscheller gestehen, dass er vor zwei Tagen mit der jungen Frau geschlafen hat. Da er voraussieht, dass der Zorn der Bevölkerung sich jetzt noch mehr gegen Georg Hochreiter richten wird, will er, dass dieser Personenschutz erhält. Inzwischen haben sich die Dorfbewohner jedoch bereits zusammengetan, um Lynchjustiz an dem Kunstmaler zu üben. Sie prügeln auf ihn ein und sind entschlossen, ihn aufzuhängen. Verzweifelt versucht seine Frau Andrea, Hilfe zu holen, nachdem sie sich der aufgebrachten Menschenmenge immer wieder versuchte in den Weg zu stellen. Ein von Eisner in weiser Voraussicht angesägter Ast bricht, als die Meute Hochreiter daran aufknüpft. Als Eisner und Pfurtscheller erscheinen, löst sich die Menschenmenge auf und einer nach dem anderen verschwindet. Andrea Hochreiter meint zu Eisner, dass er sich den jungen Erwin vom Feichtnerhof einmal anschauen solle und dass Georg der leibliche Vater von Erwin sei. Dort trifft er auf Marianne Feichtner, die wissen will, ob er den Mörder ihrer Tochter habe. Als er äußert, er fürchte, ja, fängt sie an zu weinen. Er gibt der verzweifelten Mutter zu verstehen, dass Erwin krank sei und Hilfe brauche. Georg Hochreiter müsse ihn wohl sehr lieben, denn er habe ihn geschützt. In Erwins Versteck, das dessen Mutter ihm gezeigt hat, findet Eisner aufschlussreiche Bilder, das Fenster steht offen. In einem Stall findet der Polizist Erwin, der sich erhängt hat. Er hat seine Schwester Gabi getötet, weil sie sein geheimes Zimmer gesehen hatte, und die Angst ihn umtrieb, dass sie Eisner alles erzählen könnte. Julia Klose tötete er, weil sie ihn abgewiesen hatte.

## Produktionsnotizen und Hintergrund
Nach der Tatort-Folge Der Millenniumsmörder ist es das zweite Mal, dass der Österreicher Thomas Roth eine ORF-Folge der Krimi-Reihe Tatort mit Harald Krassnitzer als Major Eisner inszeniert. Später folgten noch die Tatorte Familiensache und Exitus. Gedreht wurde vom 5. Juli bis zum 6. August 2004 in der österreichischen Gemeinde Wildschönau im Bezirk Kufstein in Tirol. Im Film erklingt der Song Stand Here With Me der US-amerikanischen Rockband Creed. Dreimal während des Films sind Auszüge aus Johannes Brahms’ Duett Die Meere, op. 20 Nr. 3, Text von Wilhelm Müller, in einer Aufnahme mit Edita Gruberová und Vesselina Kasarova zu hören (CD: Wir Schwestern Zwei, Wir Schönen). Die eingespielte stimmungsvolle Vokalmusik stammt entweder aus den Duetten für Sopran und Alt op.61 oder op. 65 von Johannes Brahms.

## Rezeption

### Kritik
TV Spielfilm vergab für den Film eine mittlere Wertung (Daumen gerade) und schrieb: „Die bestens besetzten Figuren (u. a. Susanne Lothar und Robert Stadlober) tun zu viele Dinge, die kein Mensch begreift. Teuflisch gut? Nö, zäh und überkonstruiert“.
Rainer Tittelbach von Tittelbach.tv gab dem Film vier von sechs möglichen Sternen und meinte in seiner Kritik, dass es „bizarre Beziehungsknäuel“ gebe, „die der Zuschauer mitunter genau so wenig entschlüsseln dürfte wie die nicht immer leicht verständlichen Dialoge, die aber stark zur Atmosphäre des Films beitragen“ würden. Ulrich Tukur spiele den Titel gebenden ‚Teufel vom Berg‘ „auf gewohnt doppeldeutige Art.“ Susanne Lothar gebe „eine kleine, aber feine Vorstellung ihres Könnens.“ Auch Robert Stadlobers Leistung in einer Nebenrolle „bleibe in Erinnerung.“: „Jeder beobachtet jeden. Wuchtige, wortkarge Dörfler und emotional überdrehte ‚Fremde‘ machen diesen Alpenkrimi zu einem Genuss fürs Auge. Nicht nur die Sprache ist nicht leicht zu verstehen. Dafür hat der Krassnitzer-‚Tatort‘- Atmosphäre & eine superbe Besetzung.“
Auch die Fernsehzeitschrift prisma lobte das „atmosphärisch dicht eingefangene Lokalkolorit und die prominente Besetzung“ und urteilte weiter: „Das Drehbuch des aus Tirol stammenden Dramatikers und Autors Felix Mitterer (‚Krambambuli‘, ‚Andreas Hofer‘) baut zwar ein vielschichtiges soziales Beziehungsgeflecht auf, doch dafür bleibt die Spannung weitgehend auf der Strecke.“
Die Fernsehzeitschrift TV Today konzedierte der „Tatort“–Folge Der Teufel vom Berg zwar, dass sie „hochkarätig besetzt“ sei, befand aber, dass der TV-Krimi aus Österreich ansonsten „weitgehend spannungsfrei“ sei.

### Einschaltquote
Bei seiner Erstausstrahlung am 7. August 2005 hatte Der Teufel vom Berg 7,71 Mio. Zuschauer, was einem Marktanteil von 23,40 % entspricht.